# Reuben Sturman
Reuben Sturman, detto il Walt Disney del porno (Cleveland, 16 agosto 1924 – Lexington, 27 ottobre 1997), è stato un imprenditore statunitense originario dell'Ohio, attivo nell'industria dell’intrattenimento per adulti. Figura di spicco nel settore, fu cofondatore dell’azienda di sex toys Doc Johnson. La sua attività e il suo impatto sull’economia sommersa americana sono stati raccontati nel libro Reefer Madness: Sex, Drugs, and Cheap Labor in the American Black Market di Eric Schlosser, pubblicato nel 2003.

## Biografia
Sturman, figlio di immigrati ebrei russi, crebbe nella zona est di Cleveland. Dopo aver prestato servizio nelle Forze Aeree dell’Esercito durante la Seconda guerra mondiale, si laureò nel 1948 alla Case Western Reserve University. Subito dopo avviò un’attività imprenditoriale vendendo fumetti direttamente dal bagagliaio della sua auto. Nel giro di pochi anni, e in particolare entro la fine degli anni ’50, la sua iniziativa si era trasformata in una grande azienda di distribuzione all’ingrosso di riviste, con filiali in varie città degli Stati Uniti.

## Attività imprenditoriale
Negli anni ’60, Sturman cominciò a vendere riviste a contenuto sessuale, rendendosi conto che i profitti superavano di gran lunga quelli ottenuti con i fumetti tradizionali. Alla fine di quel decennio, era ormai diventato il maggiore distributore di riviste per adulti negli Stati Uniti.
I suoi guai legali iniziarono nel 1964, quando l'FBI fece irruzione in un magazzino a Cleveland e sequestrò diverse copie del libro Sex Life of a Cop. Fu il primo di una lunga serie di scontri con la giustizia, durata oltre vent’anni. Nonostante numerosi sequestri e indagini, Sturman riuscì per molto tempo a evitare condanne grazie a controdenunce, pratiche commerciali opache e l’uso di oltre 20 identità diverse per celare la propria figura. In quegli anni, iniziò anche a intrecciare legami con ambienti criminali, in particolare con la famiglia mafiosa dei Gambino.
Il giornalista Eric Schlosser lo descrisse così in un articolo pubblicato da U.S. News & World Report nel 1997:
"Per i suoi sostenitori nell’industria del sesso, Sturman era un genio del marketing e un paladino della libertà d’espressione, un imprenditore che doveva il proprio successo a tenacia, intelligenza e un’autostima senza limiti. Ma per gli attivisti anti-pornografia e i funzionari del Dipartimento di Giustizia, era il capo di una vasta organizzazione criminale, favorita dalla protezione di Cosa Nostra ai più alti livelli."

## Arresto e condanne
A segnare la sua definitiva caduta fu l’evasione fiscale: nel 1989 fu condannato a dieci anni di carcere e a una multa di 2,5 milioni di dollari. A questa sentenza si aggiunse un’altra accusa, relativa al trasporto interstatale di materiale osceno: Sturman accettò un patteggiamento, ma fu poi scoperto mentre tentava di corrompere un giurato tramite l’ex moglie. Questo episodio gli costò altri 19 anni di carcere per estorsione. Tentò persino la fuga dal carcere di Boron, in California, ma fu catturato poco dopo ad Anaheim.

## Morte
Morì il 27 ottobre 1997 in una prigione federale a Lexington, Kentucky.